# 홍숙자
홍숙자(洪淑子, 1933년 7월 15일~)는 대한민국의 외교관, 교수, 여성운동가, 정치인이다. 본관은 남양(南陽)이다.
1958년 외무부 장관 보좌관에 발탁되며 대한민국 최초 여성 외교관에 임명되었고, 1987년 직선제 개헌 후 처음 실시된 제13대 대통령 선거에 출마함으로서 대한민국 헌정 사상 최초의 여성 대통령 후보가 되었다.
전인범 장군의 어머니이다.

## 생애
홍숙자는 1933년 7월 15일에 경기도 경성부(現 서울특별시)에서 아버지 홍순문과 어머니 김부해 사이에서 2남 1녀 중 장녀로 태어났다. 그녀가 태어난 후 그녀의 모친은 집안으로부터 다음번에는 아들을 낳아야 한다는 압박을 받았고, 이는 그녀의 부친으로 하여금 소실을 들이라는 제안까지 받도록 하게 되었다. 홍숙자의 남동생은 결국 1940년에 태어났고, 그녀는 이것이 남녀 불평등에 관한 이해에 적지 않은 영향을 주었다고 회고했다.
1955년 동국대학교 정치학과에서 학사 학위를 받은 뒤 1957년 이화여자대학교 대학원에서 정치학 석사 학위를 받았다. 그녀는 1957년 12월 미국 유학 중에 한국유학생회 모임에서 만난 의과학 전공의였던 전주화와 결혼하였고, 한 학기 더 유학 생활을 해야 하는 남편을 남겨둔 채로 귀국하여 시어머니와 남편의 막내동생이 살고 있는 서울 중구 장충동 시댁에 들어가 살게 되었다.  1958년 9월 6일 서울 동대문구 휘경동 서울위생병원에서 장남 전인범을 낳았고, 다음해인 1959년 10월 2일 장녀 전경진을 낳았다. 1958년 12월 대한민국 최초로 여성 외교관에 임명되어 외무부 장관 보좌관을 시작으로 1965년 주뉴욕 대한민국 총영사관 부영사, 1967년 주 UN 대표부 3등 서기관을 마지막으로 1969년 10월까지 근무했다. 외무부 재직 시절 영부인 육영수의 통역을 맡기도 하였다. 한편 1962년 외교관 훈련을 위해 컬럼비아 대학교 연수로 시작된 별거 기간 동안 남편 전주화와의 이혼을 결심한 뒤, 1965년 뉴욕 총영사관 부영사가 된 후 이혼하였다. 외무공무원 생활을 마친 뒤에는 모교인 동국대학교에서 교수로 재직하며 후진 양성에 힘썼다. 이후 한국여성단체협의회장과 세계여성단체협의회장으로 재임하면서 여성운동의 국제간 유대 정립과 여성의 사회적 지위 향상을 위해 노력해왔다.

### 제13대 대통령 선거 출마
1987년 11월 11일 사회민주당은 제13대 대통령 선거 후보 지명 임시전당대회를 열어 홍숙자를 대통령 후보로 선출하였다. 이로써 그녀는 대한민국 헌정 사상 최초의 여성 대통령 후보로 기록되었다.
선출된 당일 그녀는 “정치 기적은 여성 대통령이 창출하게 될 것”이라고 연설했으며, 대통령은 직선제로 선출하되 의원내각제, 영세중립노선을 선양하기 위한 전방위 외교정책, 영세중립화 통일방안을 채택할 것이라고 밝혔다. 또한 여성 각료를 기용하고 과감한 여성해방정책을 추진하겠다고 밝혔다. 그러나 다른 남성 후보들에 밀린 탓에 크게 부각되지 못하였으며, 결국 1987년 12월 5일 후보직을 사퇴하였다. 후보 등록은 무효처리되었으며 사민당은 그녀를 후보에서 제명하였다. 대신에 홍숙자는 김영삼 후보를 지지한다고 밝혔지만, 김영삼은 결국 노태우에게 패해 2위로 낙선했다.

## 학력
- 1952. 경기여자고등학교 졸업
- 1955. 동국대학교 정치학 학사
- 1957. 이화여자대학교 대학원 정치학 석사
- 1958. 보스턴 대학교 대학원 국제정치학 석사
- 1970. The New School for Social Research 박사
- 1975. 동국대학교 대학원 정치학 박사

## 경력
- 1958. 외무부 장관 보좌관
- 1960. 외무부 의전실 의전관
- 1962. 외무부 정무국 사무관
- 1965. 뉴욕 총영사관 부영사
- 1967. 주 UN 대표부 3등 서기관

## 상훈
- 1983. 국민훈장 동백장

## 저서
- 1975. 《또 하나의 지평선을 넘어서｜여성해방운동의 이론과 실천》 (청자각)
- 2006. 《저 높은 곳을 향하여》 (여백미디어, ISBN 8958660236)